# Ding Dong, Ding Dong
Pour les articles homonymes, voir Ding Dong.
Singles de George Harrison
Give Me Love (Give Me Peace on Earth)
(1973) Dark Horse
(1975)
Pistes de Dark Horse
Māya Love Dark Horse
Ding Dong, Ding Dong est une chanson de George Harrison publiée en 1974 sur son album Dark Horse, il s'agit également d'un chant de Noël, qu'il publie donc opportunément en décembre. Le single se classe en 38e position des charts britanniques et en 36e position aux États-Unis, à une époque où ses publications chutent dans les charts.

## Fiche technique

### Interprètes
- George Harrison : chant, guitare acoustique, guitare slide, orgue, clavinet, percussion, chœurs
- Tom Scott : saxophone, arrangement cordes
- Gary Wright : piano
- Klaus Voormann : basse
- Jim Keltner : batterie
- Ringo Starr : batterie
- Ron Wood : guitare électrique
- Alvin Lee : guitare électrique
- Mick Jones : guitare acoustique